# Championnats panaméricains de cyclisme sur piste de 2022
Navigation
Championnats panaméricains 2021 Championnats panaméricains 2023
Les championnats panaméricains de cyclisme sur piste de 2022 ont lieu du 10 au 14 août 2022 au Velódromo de la Villa Deportiva Nacional de Lima, au Pérou. 19 pays sont représentés : Argentine, Barbade, Bolivie, Brésil, Canada, Chili, Colombie, Costa Rica, Cuba, Équateur, États-Unis, Guatemala, Jamaïque, Mexique, Pérou, République dominicaine, Suriname, Trinité-et-Tobago et Venezuela.
C'est la deuxième fois consécutive que le Pérou accueille ces championnats.

## Podiums
| Épreuves                | Or                                                                            | Argent                                                                                       | Bronze                                                                                   |
| ----------------------- | ----------------------------------------------------------------------------- | -------------------------------------------------------------------------------------------- | ---------------------------------------------------------------------------------------- |
| Compétitions masculines |                                                                               |                                                                                              |                                                                                          |
| Kilomètre               | Santiago Ramírez                                                              | Cristian Ortega                                                                              | James Hedgcock                                                                           |
| Keirin                  | Nicholas Paul                                                                 | Kevin Quintero                                                                               | Santiago Ramírez                                                                         |
| Vitesse individuelle    | Nicholas Paul                                                                 | Jair Tjon En Fa                                                                              | Kevin Quintero                                                                           |
| Vitesse par équipes     | Trinité-et-Tobago Kwesi Browne Nicholas Paul Zion Pulido                      | Canada Ryan Dodyk Tyler Rorke Nick Wammes                                                    | Colombie Carlos Echeverri Juan David Ochoa Kevin Quintero Santiago Ramírez               |
| Poursuite individuelle  | Chris Ernst                                                                   | Brayan Sánchez                                                                               | Sean Richardson                                                                          |
| Poursuite par équipes   | Canada Evan Burtnik Chris Ernst Michael Foley Sean Richardson Dylan Bibic (q) | Colombie Juan Esteban Arango Jordan Parra Brayan Sánchez Juan Pablo Zapata Julián Osorio (q) | Mexique Tomás Aguirre Edibaldo Maldonado José Ramón Muñiz Ricardo Peña Fernando Nava (q) |
| Course aux points       | Fabio Pereira                                                                 | Michael Foley                                                                                | Jordan Parra                                                                             |
| Américaine              | Canada Dylan Bibic Michael Foley                                              | Colombie Juan Esteban Arango Jordan Parra                                                    | Mexique Fernando Nava Ricardo Peña                                                       |
| Scratch                 | Grant Koontz                                                                  | Dylan Bibic                                                                                  | Akil Campbell                                                                            |
| Omnium                  | Dylan Bibic                                                                   | Ricardo Peña                                                                                 | Ángel Pulgar                                                                             |
| Course à l'élimination  | Dylan Bibic                                                                   | Jordan Parra                                                                                 | Eddy Huntsman                                                                            |
| Compétitions féminines  |                                                                               |                                                                                              |                                                                                          |
| 500 mètres              | Martha Bayona                                                                 | Kelsey Mitchell                                                                              | Juliana Gaviria                                                                          |
| Keirin                  | Kelsey Mitchell                                                               | Lauriane Genest                                                                              | Juliana Gaviria                                                                          |
| Vitesse individuelle    | Kelsey Mitchell                                                               | Luz Gaxiola                                                                                  | Yuli Verdugo                                                                             |
| Vitesse par équipes     | Canada Lauriane Genest Kelsey Mitchell Sarah Orban                            | Mexique Luz Gaxiola Jessica Salazar Yuli Verdugo                                             | Colombie Martha Bayona Juliana Gaviria Marianis Salazar                                  |
| Poursuite individuelle  | Adèle Desgagnés                                                               | Teniel Campbell                                                                              | Ruby West                                                                                |
| Poursuite par équipes   | Canada Adèle Desgagnés Lily Plante Sarah Van Dam Ruby West Erin Attwell (q)   | Mexique Yareli Acevedo Nicole Córdova Maria Gaxiola Victoria Velasco                         | États-Unis Olivia Cummins Colleen Gulick Chloe Patrick Zoe Ta-Perez                      |
| Course aux points       | Teniel Campbell                                                               | Amber Joseph                                                                                 | Sarah Van Dam                                                                            |
| Américaine              | Canada Sarah Van Dam Lily Plante                                              | États-Unis Zoe Ta-Perez Colleen Gulick                                                       | Brésil Wellyda Rodrigues Alice Melo                                                      |
| Scratch                 | Amber Joseph                                                                  | Colleen Gulick                                                                               | Sarah Van Dam                                                                            |
| Omnium                  | Sarah Van Dam                                                                 | Amber Joseph                                                                                 | Victoria Velasco                                                                         |
| Course à l'élimination  | Sarah Van Dam                                                                 | Yareli Acevedo                                                                               | Teniel Campbell                                                                          |

## Tableau des médailles
| Rang  | Nation            | Or | Argent | Bronze | Total |
| ----- | ----------------- | -- | ------ | ------ | ----- |
| 1     | Canada            | 13 | 5      | 5      | 23    |
| 2     | Trinité-et-Tobago | 4  | 1      | 2      | 7     |
| 3     | Colombie          | 2  | 6      | 7      | 15    |
| 4     | États-Unis        | 1  | 2      | 2      | 5     |
| 5     | Barbade           | 1  | 2      | 0      | 3     |
| 6     | Brésil            | 1  | 0      | 1      | 2     |
| 7     | Mexique           | 0  | 5      | 4      | 9     |
| 8     | Suriname          | 0  | 1      | 0      | 1     |
| 9     | Venezuela         | 0  | 0      | 1      | 1     |
| Total | Total             | 22 | 22     | 22     | 66    |